# Into the Ring
Into the Ring (с англ. — «На ринг») — второй сольный студийный альбом вокалиста шотландской рок-группы Nazareth Дэна Маккафферти. Выпущен в 1987 году на лейбле Mercury Records на компакт-дисках, виниловых пластинках и аудиокассетах. На пластинку вошли песни, которые по тем или иным причинам не подошли группе Nazareth. Альбом записан Дэном МакКафферти в сотрудничестве с Питом Эгню и немецкими сессионными музыкантами. Записанный в Chameleon Studios в Гамбурге, ФРГ, Into the Ring был спродюсирован Кристофом Буссе.

## Обложка
На обложке изображено размытое фото игроков в американский футбол, что прямо противоречит боксёрской метафоре заглавного трека.

## Обзор альбома
Стилистически пластинка похожа на альбомы Nazareth наполненные клавишными и запрограммированными ударными, такие как The Catch и Cinema, но важно отметить, что альбом на самом деле состоит из двух разных частей разделённых между соответствующими сторонами.
Первая сторона альбома начинается с заглавной песни «Into the Ring» — единственной композиции соавторства Дэна Маккаферти и Мэнни Чарлтона на этом альбоме. «Backstage Pass» авторства Маккаферти и Пита Эгнью повествует о поклоннице коллектива (так называемая группиз) , которая делает себя доступной для дорожной бригады группы, чтобы получить желаемый приз (попасть на концерт любимой группы). Нетрудно понять, почему этот трек со «сменой пола» не вписался в рамки мужественности классического Nazareth.
В меланхоличной балладе с драматическими мощными аккордами и мощной игрой на барабанах «Starry Eyes» (Буссе — Маккаферти — Эгнью) Дэн объясняет девушке, почему он должен держаться подальше от гастролей, простым заявлением: «Я люблю тебя, но я люблю рок!».
Написанная Маккаферти и Эгнью песня «Sunny Island» наполнена легким карибским колоритом. В песне главный герой сожалеет о переезде из тропического места в  холодный Нью-Йорк.
«For a Car» (Маккаферти — Эгнью) — жесткий поп-рок номер с бэк-вокалом от Пита Эгнью, который также играет на бас-гитаре на всей первой стороне пластинки.
Написанная Маккаферти и Эгнью «Caledonia» — это безмятежная эпопея об их родной Шотландии, в которую Дэн вложился больше, чем во что-либо еще на записи.
Вся вторая сторона альбома является переработкой альбома немецкого певца и автора песен Ханса Хартца «Neuland Suite» (1985) (также спродюсированного Кристофом Буссе), который занял 57-е место в чартах Западной Германии. На данном альбоме рассказывалась история о группе из ста человек, путешествующих, чтобы найти новую жизнь в неизвестной стране. В треке «Sally Mary» с этого альбома  ведущий вокал исполнил Маккафферти, который также снялся в видеоклипе на эту песню.
Для второго сольного альбома МакКафферти было решено перезаписать всю вторую сторону, или, по крайней мере, перезаписать ведущий вокал проекта Хартца «Neuland Suite», теперь переименованного в «Suite: Nowhere Land».
Повесть начинается с «Headin' for South America» (первоначальное название «Wir Fahren Nach Sudamerica»). Из текста песни становится понятно, что группа моряков ищет неизвестный остров и полна решимости путешествовать столько времени, сколько потребуется, чтобы найти его.
Короткая инструментальная интерлюдия «The Departure» («Die Abfahrt») примечательна гулкими барабанами и синтезатором, играющим ведущую партию. «Southern Cross» («Kreuz Des Sudens») — непринужденная баллада рассказывающая об измученном путнике, который пишет письмо домой любимой («Мы все еще полны надежд, хотя путешествие утомляет»).
Рок-н-ролльная «Where the Ocean Ends» («Hinterm Ozean Liegt Ein Neves Land») описывает путешественников празднующих свободу и предвкушающих новую жизнь.
В «Sally Mary» с атмосферой пения в баре рассказывается о путешественниках развлекающих друг друга рассказами о доме и близких, которых они оставили. Вместе с Маккаферти песню спел Ханс Хартц.
«Island in the Sun» («Insel Vor Dem Wind») на первый взгляд представляет собой  конец паломничества группы, когда на горизонте появляется серия островов. Этот проблеск надежды переходит в гимноподобную «Albatross», которая, несмотря на то, что звучит эпично и позитивно, на самом деле является изображением мрачного разочарования от того, что добраться до цели удалось немногим.
Альбом заканчивается песней «We've Been a Hundred Men» («Die Letze Mussen Die Ersten Sein»), из которой видно, что из первоначальной сотни человек, отправившихся в это путешествие, выжили только десять. Трек включает краткую инструментальную репризу «Headin' for South America», показывающую, что оставшиеся в живых путешественники разворачиваются и начинают долгое и удручающее путешествие домой.
Странность данной саги в том, что на первый взгляд кажется, что эта история произошла много десятилетий назад, когда можно было представить годичные путешествия по морю. На самом же деле сюжет «Suite: Nowhere-Land» (и ее оригинальной немецкой интерпретации) происходит с 15 августа 1989 г. по сентябрь 1990 г.

## Список композиций
| №                   | Название            | Текст песни           | Музыка              | Длительность |
| ------------------- | ------------------- | --------------------- | ------------------- | ------------ |
| 1.                  | «Into the Ring»     | Дэн Маккаферти        | Мэнни Чарлтон       | 4:51         |
| 2.                  | «Backstage Pass»    | Маккаферти, Пит Эгнью | Маккаферти, Эгнью   | 4:32         |
| 3.                  | «Starry Eyes»       | Маккаферти, Эгнью     | Кристоф Буссе       | 4:50         |
| 4.                  | «Sunny Island»      | Маккаферти, Эгнью     | Маккаферти, Эгнью   | 4:09         |
| 5.                  | «For a Car»         | Маккаферти, Эгнью     | Маккаферти, Эгнью   | 3:59         |
| 6.                  | «Caledonia»         | Маккаферти, Эгнью     | Маккаферти, Эгнью   | 3:21         |
| Общая длительность: | Общая длительность: | Общая длительность:   | Общая длительность: | 25:42        |

| №                   | Название                                                      | Текст песни         | Музыка              | Длительность |
| ------------------- | ------------------------------------------------------------- | ------------------- | ------------------- | ------------ |
| 7.                  | «Heading for South America»                                   | Буссе, Альберт Фрам | Буссе               | 3:57         |
| 8.                  | «The Departure»                                               | инструментал        | Буссе               | 1:11         |
| 9.                  | «Southern Cross»                                              | Буссе, Фрам         | Буссе               | 4:12         |
| 10.                 | «Where the Ocean Ends»                                        | Буссе, Фрам         | Буссе               | 3:15         |
| 11.                 | «Sally Mary»                                                  | Буссе, Фрам         | Буссе               | 3:09         |
| 12.                 | «Island in The Sun»                                           | Буссе, Фрам         | Буссе               | 3:34         |
| 13.                 | «Albatross»                                                   | Буссе, Фрам         | Буссе               | 4:01         |
| 14.                 | «We’ve Been a Hundred Men/Reprise: Heading for South America» | Буссе, Фрам         | Буссе               | 3:34         |
| Общая длительность: | Общая длительность:                                           | Общая длительность: | Общая длительность: | 26:53        |

## Участники записи
| - Дэн Маккаферти — вокал | - Михаэль Хагель — клавишные, программирование - Курт Кресс — ударные - Юрген Кумлен — гитара - Петер Вэйхе — гитара - Пит Эгнью — бас-гитара, вокал - Кристиан Уилкенс — саксофон - Манфред Тиерс — безладовая бас-гитара | - Курт Кресс — ударные - Герман Вейндорф — клавишные - Гюнтер Гебауэр — бас-гитара - Нильс Туксен — гитара - Франк Людеке — саксофон - Эрнст Херцнер — бэк-вокал - Кристоф Буссе — бэк-вокал |

### Производство
- Кристоф Буссе — продюсер